# Arthrotus duporti
Arthrotus duporti es un insecto coleóptero de la familia Chrysomelidae. Fue descrita científicamente por primera vez en 1932 por Laboissiere.